# Ханна (певица)
Ха́нна (настоящее имя — А́нна Влади́мировна Ивано́ва; род. 23 января 1991, Чебоксары) — российская певица. Лауреат премий «Золотой граммофон» (2016 с песней «Омар Хайям», 2020 — «Музыка звучит», 2021 — «Весна», 2022 — «Море»).

## Биография
Анна Иванова родилась 23 января 1991 года в Чебоксарах. Училась в школе № 35 города Чебоксары. С детства хотела стать певицей. Окончила музыкальную школу по классу фортепиано. В 2013 году окончила чебоксарский филиал Санкт-Петербургского государственного экономического университета по специальности «Экономика и управление на предприятии туризма и гостиничного хозяйства».
Неоднократно становилась победительницей конкурсов красоты, среди которых «Мисс Чувашия — 2009», «Мисс Волга — 2009», «Мисс Аполлон — 2009», Miss Viva Volga-Don — 2010, Miss Volga International — 2010, Miss Kemer International — 2010. Была финалисткой конкурса «Мисс Россия 2010».
Некоторое время певица жила в Киеве, снималась в телесериалах, затем переехала в Москву. Сольную музыкальную карьеру Ханна начала в 2013 году с песни «Я просто твоя», на которую в декабре был снят клип. Весной 2014 года она записала в дуэте с Егором Кридом песню «Скромным быть не в моде». В 2015 году была ведущей авторской программы «Хип-хоп чарт с Ханной» на телеканале RU.TV. В том же году выпустила два сингла — «Мама, я влюбилась» и «Потеряла голову», — последний из которых попал в ротации ведущих радиостанций России. В 2016 году Ханна приняла участие в Big Love Show в СК «Олимпийский» (Москва), а также выпустила новый трек «Омар Хайям». В том же году она была выдвинута на Премию Муз-ТВ 2016 в номинации «Прорыв года».
В марте 2017 года Ханна открыла в Москве студию красоты «X LASHES BY HANNA», после которой в октябре 2017 года запустила вторую студию «X BEAUTY BY HANNA» и в ноябре того же года стартовал проект «X CLUB BY HANNA».

## Личная жизнь
С июля 2015 года певица замужем за генеральным директором лейбла Black Star Inc. Павлом «Пашу» Курьяновым. Они познакомились на конкурсе красоты «Miss Kemer International — 2010», где Ханна заняла 1-е место. Павел занимается продвижением Ханны как певицы. 3 апреля 2018 года Ханна сообщила, что ждёт ребёнка. 3 сентября певица родила дочь, которую назвали Адрианой. 9 февраля 2023 года родила вторую дочь, которую назвали Камиллой.

## Дискография

### Студийные альбомы
| Название            | Информация                                                                    | Примечания |
| ------------------- | ----------------------------------------------------------------------------- | --- |
| Мысли. Часть 1      | - Релиз: 23 января 2018 - Лейбл: Make It Music - Формат: Цифровая дистрибуция | \| № \| Название \| Длительность \| \| ------------------- \| -------------------- \| ------------ \| \| 1. \| «Не вернусь» \| 3:08 \| \| 2. \| «Глаза» \| 3:05 \| \| 3. \| «Буду» \| 3:07 \| \| 4. \| «Изучай меня» \| 3:20 \| \| 5. \| «Пули» \| 3:37 \| \| 6. \| «Опять одна я» \| 2:49 \| \| 7. \| «Невиновная» \| 2:58 \| \| 8. \| «Непобедим» \| 2:38 \| \| 9. \| «Вопросов нет» \| 3:17 \| \| 10. \| «Немерено» \| 3:07 \| \| 11. \| «Потеряла голову» \| 3:40 \| \| 12. \| «Омар Хайям» \| 3:05 \| \| 13. \| «Без тебя я не могу» \| 4:02 \| \| 14. \| «Любовь-боль» \| 3:35 \| \| 15. \| «Te Amo» \| 2:58 \| \| Общая длительность: \| Общая длительность: \| 45:86 \| |
| №                   | Название                                                                      | Длительность |
| 1.                  | «Не вернусь»                                                                  | 3:08 |
| 2.                  | «Глаза»                                                                       | 3:05 |
| 3.                  | «Буду»                                                                        | 3:07 |
| 4.                  | «Изучай меня»                                                                 | 3:20 |
| 5.                  | «Пули»                                                                        | 3:37 |
| 6.                  | «Опять одна я»                                                                | 2:49 |
| 7.                  | «Невиновная»                                                                  | 2:58 |
| 8.                  | «Непобедим»                                                                   | 2:38 |
| 9.                  | «Вопросов нет»                                                                | 3:17 |
| 10.                 | «Немерено»                                                                    | 3:07 |
| 11.                 | «Потеряла голову»                                                             | 3:40 |
| 12.                 | «Омар Хайям»                                                                  | 3:05 |
| 13.                 | «Без тебя я не могу»                                                          | 4:02 |
| 14.                 | «Любовь-боль»                                                                 | 3:35 |
| 15.                 | «Te Amo»                                                                      | 2:58 |
| Общая длительность: | Общая длительность:                                                           | 45:86 |

### Мини-альбомы
| Название            | Информация                                                                    | Примечания |
| ------------------- | ----------------------------------------------------------------------------- | --- |
| Чувства — EP        | - Релиз: 7 декабря 2022 - Лейбл: Make It Music - Формат: Цифровая дистрибуция | \| № \| Название \| Длительность \| \| ------------------- \| ------------------- \| ------------ \| \| 1. \| «Отвали» \| 2:51 \| \| 2. \| «Наедине» \| 2:37 \| \| 3. \| «Изучай меня» \| 2:49 \| \| 4. \| «Его глаза» \| 2:38 \| \| 5. \| «Прощай» \| 2:30 \| \| 6. \| «Fell In Love» \| 2:25 \| \| Общая длительность: \| Общая длительность: \| 14:30 \| |
| №                   | Название                                                                      | Длительность |
| 1.                  | «Отвали»                                                                      | 2:51 |
| 2.                  | «Наедине»                                                                     | 2:37 |
| 3.                  | «Изучай меня»                                                                 | 2:49 |
| 4.                  | «Его глаза»                                                                   | 2:38 |
| 5.                  | «Прощай»                                                                      | 2:30 |
| 6.                  | «Fell In Love»                                                                | 2:25 |
| Общая длительность: | Общая длительность:                                                           | 14:30 |

### Синглы
- «Я просто твоя» (2013)
- «Вздохи» (2014)
- «Так и знай» (2014)
- «Знаю» (2014)
- «Скромным быть не в моде» (feat. Егор Крид) (2014)
- «Манекен» (2014)
- «Небо» (2014)
- «Чтобы лето не кончалось» (2014)
- «Лучше нет» (2014)
- «Инстаграм» (2015)
- «Мама, я влюбилась» (2015)
- «Потеряла голову» (2015)
- «Когда он зайдёт» (2016)
- «Омар Хайям» (2016)
- «Без тебя я не могу» (2016)
- «Невиновная» (2017)
- «Te Amo» (2017)
- «Пули» (2017)
- «Не вернусь» (2018)
- «Целуемся» (2018)
- «Нарушаем правила» (feat. Luxor) (2018)
- «Поговори со мной» (2019)
- «Солнце лишь круг» (2019)
- «Музыка звучит» (2019)
- «Запрещённая любовь» (2019)[26]
- «Трогать запрещено» (2020)
- «Не теряй» (2020)[27]
- «Французский поцелуй» (feat. Миша Марвин) (2020)[28]
- «Навсегда твоя» (2020)
- «Небо» (feat. Джоззи) (2020)
- «Не любовь?» (2020)
- «Статус влюблена» (2020)
- «Шанс» (feat. Зомб) (2021)[29]
- «Весна» (2021)
- «Coco Inna» (feat. Arsenium & Tymma) (2021)
- «Сладкий туман» (2021)
- «Убью тебя» (feat. Миша Марвин) (2021)[30]
- «Как в первый раз» (feat. Artik) (2021)
- «Time Out» (2022)
- «Девочка Рок» (2022)
- «Море» (2022)
- «Отвали» (2022)
- «Финал» (feat. Миша Марвин) (2023)
- «Девочка расцвела» (2023)
- «От зари до зари» (2023)
- «Как дитя» (feat. NЮ) (2024)
- «Я это ты» (feat. Кирилл Мойтон) (2024)
- «Голый, пьяный, без любви» (2024)[31]
- «Зеркало» (2024)[32]
- «Про любовь» (feat. Миша Марвин) (2024)[33]
- «Ты идёшь на…» (2025)[34]
- «Плачь и смотри» (feat. Александр Шоуа) (2025)[35]
- «Любит не любит» (2025)[36]
- «Питер» (2025)[37]
- «Я не я» (feat. Звонкий) (2025)[38]
- «Полегче» (2025)[39]

## Видеоклипы
| Год  | Клип                                                | Режиссёр                   | Альбом         |
| ---- | --------------------------------------------------- | -------------------------- | -------------- |
| 2013 | «Я просто твоя»                                     | Братья Мисюра              | без альбома    |
| 2014 | «Скромным быть не в моде» (при участии Егора Крида) | Рустам Романов             | без альбома    |
| 2014 | «Чтобы лето не кончалось»                           | Рустам Романов             | без альбома    |
| 2014 | «Лучше нет (Интернет-видео)»                        | Антон Трушников            | без альбома    |
| 2015 | «Мама, я влюбилась»                                 | Алексей Куприянов          | без альбома    |
| 2015 | «Потеряла голову»                                   | Катя Як                    | Мысли. Часть 1 |
| 2016 | «Омар Хайям»                                        | Катя Як                    | Мысли. Часть 1 |
| 2016 | «Без тебя я не могу»                                | Zaur                       | Мысли. Часть 1 |
| 2017 | «Te Amo»                                            | Влад Акушевич              | Мысли. Часть 1 |
| 2017 | «Пули»                                              | Влад Акушевич              | Мысли. Часть 1 |
| 2018 | «Не вернусь»                                        | Катя Як                    | Мысли. Часть 1 |
| 2018 | «Целуемся»                                          | Заур Засеев, Павел Худяков | без альбома    |
| 2018 | «Нарушаем правила» (при участии Luxor)              | Лев Ефимов                 | без альбома    |
| 2019 | «Поговори со мной»                                  | Катя Як                    | без альбома    |
| 2019 | «Солнце лишь круг»                                  | Катя Як                    | без альбома    |
| 2019 | «Музыка звучит»                                     | Катя Як                    | без альбома    |
| 2020 | «Трогать запрещено» (Mood Video)                    | Маша Жемчужина             | без альбома    |
| 2020 | «Французский поцелуй» (при участии Миши Марвина)    | Катя Як                    | без альбома    |
| 2020 | «Навсегда твоя»                                     | Катя Як                    | без альбома    |
| 2020 | «Не любовь?»                                        | Катя Як                    | без альбома    |
| 2021 | «Весна»                                             | Катя Як                    | без альбома    |
| 2021 | «Убью тебя» (при участии Миши Марвина)              | Катя Як                    | без альбома    |
| 2022 | «Как в первый раз» (при уч. Artik)                  | Юджин                      | без альбома    |
| 2023 | «Финал» (при уч. Миши Марвина)                      | Катя Як                    | без альбома    |
| 2023 | «От зари до зари»                                   | Ксения Ветрова             | без альбома    |

## Чарты
| Год  | Название                                            | Чарты                               | Чарты                              | Чарты                                       | Чарты                               | Чарты                             | Чарты                           | Чарты                               | Альбом         |
| Год  | Название                                            | Россия и СНГ (TopHit Общий Топ-100) | Россия (TopHit Московский Топ-100) | Россия (TopHit Санкт-Петербургский Топ-100) | Украина (TopHit Украинский Топ-100) | Украина (TopHit Киевский Топ-100) | Радиочарт по заявкам TopHit 100 | Россия и СНГ (TopHit Общий годовой) | Альбом         |
| ---- | --------------------------------------------------- | ----------------------------------- | ---------------------------------- | ------------------------------------------- | ----------------------------------- | --------------------------------- | ------------------------------- | ----------------------------------- | -------------- |
| 2013 | «Просто твоя»                                       | 348                                 | -                                  | -                                           | -                                   | -                                 | 311                             | -                                   | Мысли. Часть 1 |
| 2014 | «Скромным быть не в моде» (при участии Егора Крида) | 232                                 | -                                  | -                                           | 732                                 | -                                 | 310                             | -                                   | Мысли. Часть 1 |
| 2015 | «Мама, я влюбилась»                                 | 74                                  | 90                                 | 90                                          | 30                                  | 65                                | 68                              | -                                   | Мысли. Часть 1 |
| 2015 | «Потеряла голову»                                   | 46                                  | 51                                 | 41                                          | 582                                 | 606                               | 8                               | -                                   | Мысли. Часть 1 |
| 2016 | «Омар Хайям»                                        | 30                                  | 34                                 | 33                                          | 722                                 | 705                               | 29                              | -                                   | Мысли. Часть 1 |
| 2016 | «Без тебя я не могу»                                | 71                                  | 65                                 | 73                                          | 585                                 | 729                               | 58                              | -                                   | Мысли. Часть 1 |

## Награды и номинации
| Год  | Награда              | Номинированная работа         | Результат |
| ---- | -------------------- | ----------------------------- | --------- |
| 2016 | Премия RU.TV 2016    | «Свадьба года» (Ханна и Пашу) | Номинация |
| 2016 | Премия «Муз-ТВ»      | «Прорыв года»                 | Номинация |
| 2016 | Золотой граммофон    | «Омар Хайям»                  | Номинация |
| 2016 | Премия «Высшая лига» | «Омар Хайям»                  | Победа    |
| 2017 | Премия «Music Box»   | «Лучшее из нового»            | Победа    |
| 2017 | Премия «Муз-ТВ»      | «Лучшее видео»                | Номинация |
| 2018 | Премия «Муз-ТВ»      | «Лучшее женское видео»        | Номинация |
| 2022 | Золотой граммофон    | «Море»                        | Победа    |